# Hildegard av Bingen
Hildegard, kallad av eller från  Bingen, född 1098 i Bermersheim (Böckelheim), död 17 september 1179 i Bingen am Rhein, var en abbedissa, tonsättare, mystiker, predikant och författare under medeltiden.
Hildegard var bildad inom en rad områden och skrev böcker såväl som musik, predikade och anlade kloster.
Hon firas som helgon runt om i den kristna världen, trots att hon länge inte var formellt kanoniserad. År 2012 kanoniserades Hildegard av Bingen av Benedictus XVI och hon utnämndes till kyrkolärare.

## Namnefterled
I efterhand har ortnamnet Bingen fogats till hennes förnamn för att skilja henne från andra kvinnor i kyrkohistorien med samma förnamn. När hon på svenska omnämns "av Bingen" eller "från Bingen" är detta inte en del av hennes eget personnamn, utan namnet på den ort  och de kloster där hon levde.  

## Biografi

### Hildegards barndom
De historiska källor som finns om Hildegard framvisar olika uppgifter om hennes ursprung. Det antas numera att hon tillhörde aristokratin och att föräldrarna Hildebert och Mechtildis (Mathilda) på godset Bermersheim i Rhendalen var så kallat Edelfreie, germanska föregångare till högadeln. Fadern var anställd, förmodligen som riddare, hos greve Meginhard av Sponheim på slottet Beckelheim. Greven var i sin tur far till Jutta (1091–1136), senare abbedissa på Disibodenberg.
Hildegard var som barn svag och sjuklig och fick därför endast nödtorftig utbildning i hemmet. För hennes klenhets och religiositets skull, beslöt föräldrarna att det bästa för Hildegard vore att leva sitt liv i Guds beskärm. Men även det faktum att hon var familjens tionde barn bidrog till att hon gavs till kyrkan. Det var vanligt att på den tiden ge kyrkan tionde, även vad gällde barnen. Dessutom skrämde hon folk genom att till exempel förutsäga färgen på en ofödd kalv, berätta om platser hon aldrig sett eller att skildra scener ur förgången tid. Hon var definitivt annorlunda – kanske också en anledning för föräldrarna att ge henne till klostret.
När hon var åtta år, 1106, lämnades Hildegard över i den 14-åriga grevinnan Jutta von Sponheims vård, och flickorna flyttade tillsammans med en tjänarinna in i en "reklus" i anslutning till Benediktinerklostret Disibodenberg, som byggdes och inrättades åt flickorna på föräldrarnas bekostnad. Reklusen kom att förestås av Jutta, som blev Hildegards lärare. Jutta undervisade med tiden även andra flickor.
En "reklus" var en liten enskilt liggande byggnad, eller en tillbyggnad till ett munkkloster, endast avsett för ett fåtal kvinnor av högre börd som vigt sina liv åt Gud. Där förväntades de tillbringa resten av sina liv med kyrkliga riter och bön. Mat fick flickorna genom en lucka från klostret, och de gick bara ut för att uträtta sina behov. Den enda utomstående de fick träffa var biktfadern.
Jutta var klok och utåtriktad och hade stor utstrålning, till skillnad från Hildegard, som var tillbakadragen och stillsam. Visionerna som drabbade henne i vaket tillstånd under arbetet, fick henne att uppträda på ett sätt som andra fann underligt. Sedan tidig barndom förstod Hildegard att hon var annorlunda, vilket fick henne att alltid känna sig osäker och otrygg. Dessutom hade hon tidvis problem med synen och starka smärtor, och emellanåt svårigheter att gå – kanske på grund av sina syner. Men intellektet var det inget fel på och hon lärde sig att läsa och skriva grekiska och latin, men hade problem med grammatiken.
Någon gång mellan 15 och 18 års ålder vigdes Hildegard till nunna och fick motta sin dräkt av Otto, biskop av Bamberg.

### Hildegards vuxna liv i korthet

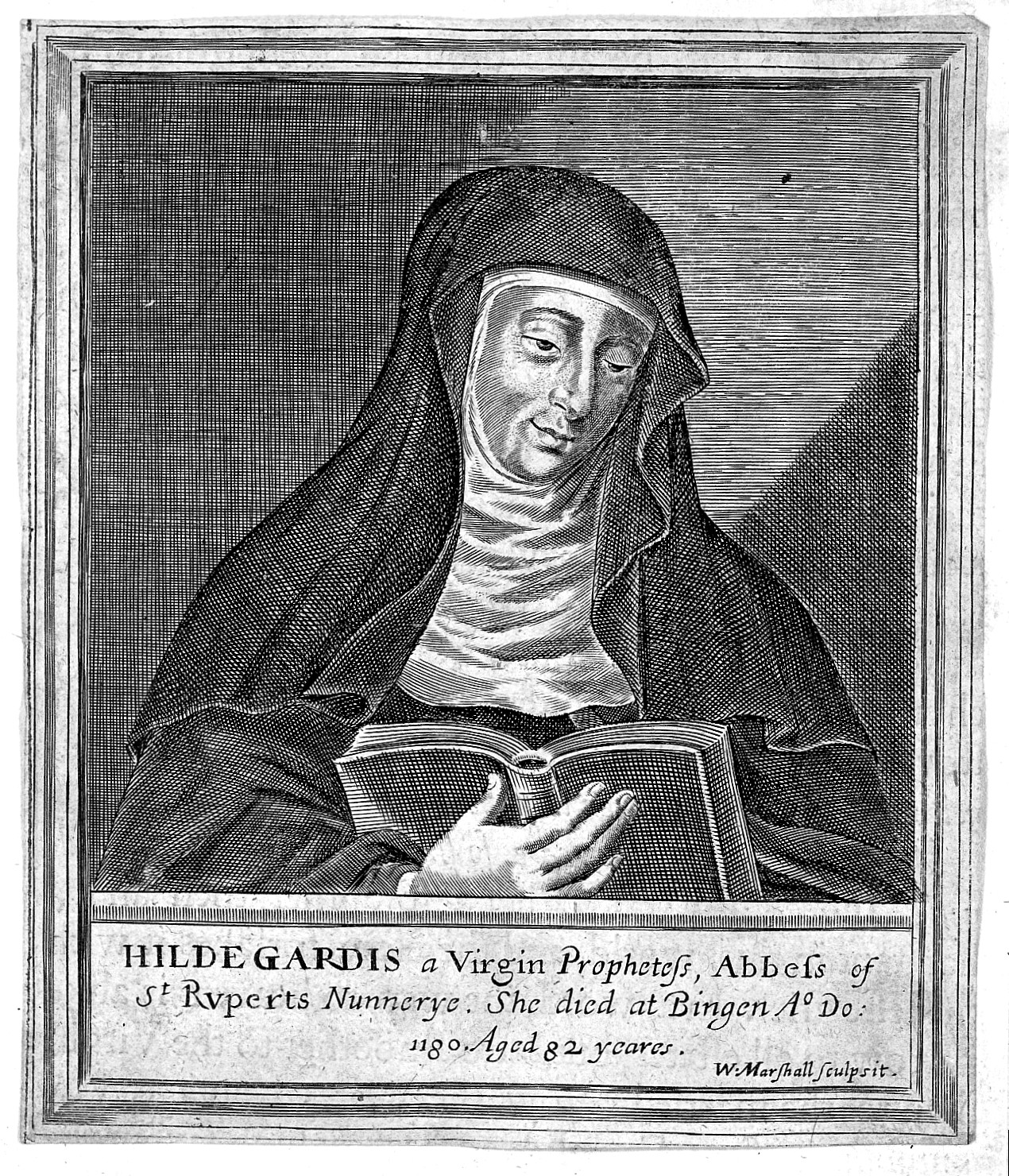

Ryktet om Juttas och Hildegards föredömliga levnadssätt spreds och det blev stor tillströmning av noviser till reklusen, som byggdes om till konvent. Jutta utnämndes till "magistra". Jutta, som blev en mycket väl ansedd, populär och aktad abbedissa, fick många unga välbärgade kvinnor (inklusive deras hemgifter) att vilja inträda i klostret, vilket uppskattades stort av klosterbröderna och kyrkan. När Jutta dog år 1136 utsågs Hildegard, mot sin vilja, till Juttas efterträdare som abbedissa på Disibodenberg. Först efter sin häftigaste vision 1141, när hon började skriva, utvecklades Hildegards säkerhet och karisma så att hon blev en stark personlighet.
Hildegard stannade i dubbelklostret på Disibodenberg tills hon efter en ny vision och stort motstånd fått tillstånd att bygga ett eget kloster för sina nunnor på Rupertsberg mitt emot Bingen, dit man flyttade 1150. Klostret i Bingen fick under Hildegards tid stort anseende och så många nunnor att en filial för fattiga kvinnor inrättades i ett före detta Augustinerkloster i Eibingen år 1165.
Hildegard fick även ta emot mycket kritik bland annat just för att hon bara tog emot rikemansdöttrar och för att hennes nunnor inte tvingades att leva i askes, utan till och med vid vissa tillfällen dansade i kyrkan iklädda vita sidenklänningar och med utslaget hår, med en guldkrans på huvudet (som Kristi brudar). Dessutom lärde hon att kroppen som tempel åt själen måste må bra. Alltså gavs det nyttig mat i hennes kloster, vilket medförde konflikter med abbot Kuno på Disibodenberg.
Hildegard av Bingen dog i Bingen den 17 september 1179, vilket också är den dag som hon än idag firas på. Efter Hildegards död förlorade klostret sin betydelse och redan 1259 var det på grund av fejder och röveri så gott som övergivet.
I samband med reformationen upplöstes klostret på Disibodenberg och förföll. Där står idag utspridda ruiner. Klostret Rupertsberg skövlades av svenskarna 1632 under 30-åriga kriget och överlevande nunnor flyttade över till klostret i Eibingen. Klostret i Rupertsberg revs delvis 1803, och 1857 sprängdes resten bort för att ge plats åt järnvägsbygget utmed floden Nahe. Idag återtstår bara fem arkadbågar av den gamla klosterkyrkan. Resten av klostret har byggts över.
I Eibingen återstår en flygel av klostret och kyrkan, St Hildegard und St. Johannes der Täufer (Johannes döparen), som numera är vallfartskyrka, eftersom Hildegards relikskrin med ben bevaras där. Hildegard fick som stor personlighet ta emot många gåvor till sitt kloster i form av reliker, och den så kallade "Eibingska relikskatten" (Eibinger Reliquienschatz) befinner sig också i denna kyrka.

### Sista år och död
Mot slutet av sitt liv blev hon emellertid dömd för att intill sitt kloster ha låtit begrava en man som hade varit exkommunicerad – ett svårt brott mot kyrkans regler – varför det var nära att hennes kloster tvingades stänga. Hildegard försvarade sig emellertid med att mannen erhållit sakramenten innan han dog, varför hon förutsatt att han återupptagits i kyrkan och vägrade därför hörsamma magistratens i Mainz krav att gräva upp och flytta hans kropp. 17 september 1179 avled hon stilla i sitt kloster och begravdes i kyrkan i Rupertsberg. Sedan dess har hennes reliker flyttats. År 1632 flyttades de till Köln och några år senare till kyrkan i Eibingen. Sedan 1857 är de placerade på ett eget altare i kyrkan, och hon blev samtidigt utnämnd till staden Eibingens skyddshelgon.

## Hildegards verksamhet

### Olika aktiviteter
Hildegard var bildad och väldigt mångsidig. Hennes verk omfattar religion, etik, dikter, filosofi, mystik, medicin, musik och kosmologi. Hon författade en samling kyrkliga sånger och musikstycken, 69 stycken, under namnet Symphonia armonie celestium revelationum ('Symfoni över De himmelska uppenbarelsernas harmoni'). Dessutom skrev hon ett liturgiskt drama, Ordo virtutum som förekommer i två olika utgåvor – i Scivias och i den så kallade Rupertsberger Riesecodex – och som allra tydligast ger uttryck för Hildegards visionära bild- och tankevärld.
På grund av sin visionära förmåga kallades hon "prophetissa teutonica" – den germanska (eller Tysklands) profetissan. Dessutom verkade hon som läkare, apotekare och rådgivare åt påvar och kungar. Som abbedissa och framstående predikant gjorde hon predikoresor till södra Tyskland och Frankrike. Hildegard skrev nio böcker i ämnen som teologi, medicin och fysiologi. Hon tog påvar och kejsare i upptuktelse, och tillrättavisade dem i sina brev, bland annat på grund av korruption. Hon ses och firas som helgon av många människor, men hon blev inte kanoniserad förrän 2012.
Hildegard var också frispråkig om kvinnors sexualitet, och hennes text Causae et Curae sägs innehålla den första nedskrivna beskrivningen av kvinnlig orgasm. Hon hade en avslappnad och positiv syn på sex, och opponerade sig därmed mot kyrkans tradition av att demonisera kvinnlig sexualitet.
Hildegards Lingua ignota (okänt språk) var en komposition som bestod av en serie påhittade ord som motsvarade en eklektisk lista med substantiv. Forskare tror att Hildegard använde sin Lingua ignota för att öka solidariteten bland sina nunnor.

### Hon såg sig som utvald
Hildegard lär redan vid tre års ålder ha haft sin första vision: "Jag såg ett så stort och väldigt ljus att min själ omskakades". Efter en ljusupplevelse 1141 ansåg sig Hildegard ha fått gåvan att rätt kunna uttolka Bibeln. Från den stunden kände hon sig utvald och som kallad att tända mänskligheten för medkänsla, harmoni och balans.
| ” | Jag har mottagit visionerna med hjälp av mina inre ögon och öron enligt Guds vilja. För en normal människa är detta svårt att förstå. | „ |

I ett brev söker hon stöd och råd av Bernhard av Clairvaux, som svarar henne att hon ska acceptera dessa visioner som ett uttryck av Guds nåd. Denna korta korrespondens är det enda som arkiverats av brevväxlingen dem emellan. Bernhards erkännande av Hildegard bidrog i hög grad till hennes erkännande som "prophetissa" och historisk personlighet. Hildegard var mystiker (liksom Bernhard) och menade att alla människor är gudomliga. Hon skriver att varje människa har en gudomlig gnista (ett gudomligt ljus) inom sig, och hon liknar människan vid speglar som ska reflektera denna gnista ut mot sin omgivning.

### Hildegards skrivande
Hildegard var 42 år, och hade under lång tid lidit av starka smärtor, när hon i en ovanligt stark vision upplevde att Gud befallde henne att börja nedteckna sina visioner. Hon beslöt äntligen att nedteckna sina upplevelser på latin, och när hon började skriva försvann alla smärtor som plågat henne så länge (enligt hennes egna anteckningar).
Hildegard lät anlita en skrivkunnig munk, probst Volmar von Disibodenberg, som sekreterare, eftersom hon inte behärskade den latinska grammatiken, och eftersom visionernas bilder flödade så snabbt att hon inte kunde anteckna allt. En nunna, Richardis von Stade, blev anställd som medarbetare. Under flera år hölls skrivandet hemligt, endast klostrets abbot var insatt, för att inte provocera kyrkomakten med de ovanliga och ofta svårbegripliga och för den tiden ofta oerhörda budskap hon mottog i sina visioner.
Hildegards allmänna erkännande kom i och med att hon inbjöds till synoden i Trier 1147. Hon fick där officiell tillåtelse av påve Eugenius III att publicera sina visioner. Detta stärkte även hennes politiska betydelse, då hon vid denna tidpunkt hade brevkontakt med flera religiösa och världsliga maktpersoner. Efter 1150 utkom hennes skrift om uppkomst och behandling av sjukdomar, Causae et curae (Orsak och behandling). Det är Hildegards förtjänst att den grekisk-latinska kunskapen om sjukdomar och läkeörter kombinerades med traditionell folkmedicin. Hon var den första som använde de tyska namnen på växterna. Hon utvecklade egna teorier om uppkomsten av sjukdomar, "kroppslighet" och sexualitet. Hennes samlade utsagor som har titeln "Scivias" (Vet vägarna) började hon skriva i Disibodenberg och avslutade verket i Rupertsberg 1147. Det består av 35 miniatyrer med teologiska texter och mycket konstnärligt målade illustrationer i lysande färger, som skulle illustrera hennes svåra och djupsinniga texter. Originalhandskriften försvann under andra världskriget, men en kopia från 1939 finns kvar i klostret i Eibingen. Hennes skrifter väckte stor uppmärksamhet, även vid de kungliga hoven och bland kyrkans män, och människor av alla samhällsklasser strömmade till hennes kloster för att få höra hennes ord.

### Hildegard som naturmedicinare
Hildegard sysselsatte sig också med naturmedicin och undersökte inte bara den medicinska användningen av många olika örter och växter — flera av orientaliskt ursprung som t.ex. galgant eller kanel – vilket hon publicerade i skrifterna "Liber simplicis medicinae" och "Liber compositae medicinae", utan hon utvecklade också en egen näringslära med utgångspunkt från en helhetssyn på människan och hennes sjukdomar, liknande till exempel vår tids antroposofi. Kärnan i hennes verk är tanken på enhet och balans. Människan består av kropp, själ och ande och denna helhet måste vara i balans, annars uppstår sjukdom. Enligt Hildegard kan man vid medicinsk behandling inte skilja på kropp, själ och ande. För att kroppen ska få kraft att läka måste den medicinska behandlingen (med bland annat dinkel) understödjas av en andlig aktivitet, t.ex. meditation och religiösa ritualer, vilka leder till ordning och reda i kroppen och själen och därmed läkning. Vid behandlingarna användes – förutom näringsrik kost – läkande örter, åderlåtning, svettning, bön etc. – ofta även ädel- och halvädelstenar eller metaller. Hildegard arbetade även med den antika föreställningen om sjukdom som en "saftdyskrati", det vill säga att en människa består av olika vätskor, som sinsemellan måste vara i harmoni eller balans. Annars uppstår sjukdom. Enligt Hildegard består människan av fyra olika vätskor eller element: eld, luft, vatten och jord. Dessa håller ihop och håller igång en människa.
Hildegard publicerade aldrig någon kokbok i egentlig mening, utan alla recept tjänade som medicin till att förebygga eller läka. Mat skulle ju fungera som medicin. Hon prisade särskilt kraften hos det gröna, växternas kraft. Hildgard beskriver ingående livsmedel och deras verkan på kropp och själ. Detta bygger på begreppen "Viriditas" (Livskraft), kraften i det gröna och "Subtilitet" (närings- eller läkevärdet).  Hildegards näringslära har fått stor betydelse i dagens Tyskland, inte minst genom att hennes viktigaste "livsmedel", dinkel, upplever en renässans. Dinkel används än idag vid terapeutiskt behandlande av olika kroniska civilisationssjukdomar. Hildegard använde dinkel till det mesta i köket: kex, kakor, gröt, tillbehör till kött och fisk med mera. Hennes viktigaste maträtt var en gröt på dinkelkross, äpple och honung. Griskött använde hon dock inte, det var helt tabu i hennes kloster. Hildegard rekommenderade dinkelkakor till att "fördriva all bitterhet ur hjärtat och själen".
Här är ett recept på dinkelkex, som lär vara bra mot dysterhet:

Muskotpulver 45 g + 10 g nejlikpulver blandas med 1 kg dinkelmjöl, 500 g rivna mandlar, 500 g smör, 4 ägg och 300 g råsocker till en deg. Låt vila kallt och gör kakor som bakas vid 175–200 °C i 10–12 min.
Hildegards recept har utgivits i modern tid och finns i bokform.

## Hildegards betydelse
Redan hennes första biograf, den samtida munken Theoderic, kallar henne helgon. Detta trots att hon inte kanoniserades förrän 2012.  Innan dess hade hon nominerats som helgon fyra gånger och räknas till Roms martyrer. Hon var ett så kallat "sancta nuncupata" – ett muntligt helgon, ett folkhelgon – och firas som helgon i delar av Tyskland. I Eibingen uppfördes 1900 ett nytt kloster till hennes ära. 
Hildegards skrifter "Causæ et curæ" (Orsak och behandling) och "Physica" (eller som den först hette, "Liber subtilitatum diversarum naturarum creaturarum" – Bok om växternas och kreaturens/djurens inre väsen/beskaffenhet) tillhör standardverken inom dagens mer esoteriskt inriktade naturmedicin i Tyskland.
Hildegard lyckades, trots att hon var kvinna och trots manligt motstånd, skapa ett så omfattande verk att det ännu idag har betydelse.

### Forskarnas syn på Hildegard
Eftersom det inte finns några bevarade originalhandskrifter efter Hildegard, och de flesta befintliga texter är avskrifter i tredje led från 1200- till 1400-talet, tvivlar en del forskare på att alla texter i "Physica" och "Causae et curae" härstammar helt från henne själv. Andra forskare utgår ifrån att den stora merparten författats av Hildegard själv, bland annat att döma av komplexitet och originellt skriv- och tänkesätt. Vad gäller hennes visioner förmodar vissa nutida forskare att hon antingen led av svåra migränattacker (neurologen Oliver Sacks) eller av ett skotom, som kan förorsaka hallucinatoriska ljusfenomen. Hildegard var obestridligen en stor personlighet med mycket stort inflytande och diplomatisk skicklighet vid en tid då kvinnor vanligtvis inte påkostades någon utbildning eller tillmättes någon betydelse, särskilt inte inom kyrkan.

### Hildegard i Sverige
Hildegard från Bingen blev flera gånger uppmärksammad i Sverige under 1990-talet då hon lyftes fram som teolog och religiös mystiker av medeltidsforskaren Alf Härdelin. Hon har i Sverige också uppmärksammats som kompositör genom att folkmusikgruppen Garmarna spelat hennes produktioner. Tre av Hildegards skriftliga verk finns översatta till svenska:
- Den himmelska harmonin. Presentation och tolkning av Alf Härdelin. Förlaget Artos, Skellefteå, 1995.
- Släpp in ljuset. 30 dagar tillsammans med Hildegard av Bingen : Andlig vägledning. Argument, Varberg, 2002.
- Öppet fönster mot oändligheten. Böner, dikter och meditationer. I. Vatheur, Visby, 2000.

Sedan 1901 bär Hildegards dödsdag, den 17 september, namnet Hildegard i den svenska almanackan.

## Några viktiga årtal
- Hildegard föds på borgen Bockelheim an der Nahe, eller på gården Bermersheim an der Höhe nära Alzey i landskapet Rhein-Hessen, förmodligen mellan 1 maj och 16 september 1098).
- 1106 överlämnas hon i Jutta von Sponheims vård i klosterreklusen på Disibodenberg, där hon fick undervisning i bibelläsning, latin, grekiska, psalmsång och handarbete.
- 1112 avgav hon sitt klosterlöfte och fick sina ordenskläder av den helige Otto von Bamberg.
- 1114 blev hon benediktinernunna.
- 1136 dog Jutta von Sponheim och Hildegard blev abbedissa på Disibodenberg.
- 1141, efter en mycket stark vision som hon upplevde som Guds uppmaning till henne att börja skriva, påbörjade hon det verk som hon kallade "Scivias". Hon började med hjälp av munken Vollmar och nunnan Richardis von Stade att nedteckna sina erfarenheter och sina upplevelser under de sista årens visioner.
- 1141–1147 skrev hon sitt verk "Scivitas" (Känn/vet vägarna)
- 1147 fick Hildegard vid synoden i Trier påven Eugenius III:s tillstånd att publicera sina texter.
- 1147–1150 fick hon, trots motstånd från munkarna på Disibodenberg, tillstånd att i Rupertsberg (i närheten av Bingen) bygga ett riktigt nunnekloster. Hon har i skrift berättat om den heliga uppenbarelse som vägledde henne till platsen för det nya klostret och som fick henne att tillsammans med sina nunnor flytta till området. Klostret anlades på platsen där den helige Ruperts grav fanns. Hon fick mycket finansiellt stöd av grevinnan av Stade, mor till Richardis.
- 1150 flyttade hon med 20–50 nunnor till klostret Rupertsberg (Bingen).
- 1150–1165 skrev Hildegard flera böcker om naturmedicin. Hildegards sekreterare och väninna Richardis av Stade lämnar henne (mellan 1151 och 1153) för att bli abbedissa i klostret i Bassum, vilket var ett svårt slag för Hildegard.
- 1165 övertog hon ledningen för klostret i Eibingen och räddade det därmed undan stängning. Klostret hade grundats år 1148 av Marka von Rüdesheim, som stiftade det som dubbelkloster åt Augustinerorden. Men på grund av det kaos som uppstod till följd av kejsar Barbarossas krigsäventyr hade klostret övergivits 1165 och Hildergard övertog det därför och inrättade det åt 30 benediktinernunnor.
- 1170 gjorde hon en sista predikoresa till Schwaben.
- 17 september 1179 dog Hildegard i klostret Rupertsberg.
- 1228 ansöktes om hennes helgonförklaring.
- På 1500-talet skrevs hon upp på listan över heliga personer, utan att bli helgonförklarad.

## Hildegard-citat
- "Eure Lebensmittel sollen eure Heilmittel sein!" = "Era livsmedel skall/bör vara era läkemedel!"
- "Befinner sig de nämnda safterna hos en människa i god ordning och i rätt förhållande (till varandra)(...) befinner han sig i ro och vid kroppslig hälsa. Motverkar dessa däremot varandra så gör de honom (...) svag och sjuk." (Ur "Causae et curae")
- "Tut eurem Körper Gutes, damit die Seele Freude hat, darin zu wohnen" = "sköt om er kropp så att själen trivs i den!" (jmf " mens sana in corpore sano")